# ژولیوس نپوس
ژولیوس نپوس (به لاتین: Julius Nepos) (درگذشتهٔ ۴۸۰) امپراتور روم غربی از ۴۷۴ تا ۴۷۵ در ایتالیا بود و پس از فرار به دالماتیا همچنان از سوی روم شرقی به عنوان امپراتور روم غربی از ۴۷۵ تا ۴۸۰ شناخته می‌شد. ژولیوس نپوس را آخرین امپراتور «قانونی» روم غربی می‌دانند. هرچند در تاریخ، رومولوس آگوستولوس به عنوان آخرین امپراتور نیمهٔ باختری شناخته می‌شود.

## زندگی‌نامه

### سال‌های آغازین
ژولیوس نپوس فرزند نپوتیانوس، ارشد سربازان در حکومت آویتوس و مادرش خواهر مارسلینوس، فرماندهٔ نیروهای مستقر در دالماتیا و دشمن بزرگ ریکیمر، فرماندهٔ قدرتمند ژرمانی‌تبار و پادشاه‌ساز روم غربی بود. ژولیوس پس از مرگ مارسلینوس جانشین او شد و در ۴۶۸ فرماندهی دالماتیا را برعهده گرفت. دالماتیا در آن زمان منطقه‌ای بود که به‌طور رسمی بخشی از خاک امپراتوری شرقی محسوب می‌شد اما در زمان مارسلینوس به صورت سرزمینی مستقل اداره می‌گردید. با این وجود ارتباط ژولیوس نپوس با دربار امپراتوری روم شرقی پس از ازدواجش با خواهرزادهٔ آئلیا ورینا، همسر لئوی یکم، امپراتور وقت روم شرقی مستحکم شد.

### امپراتوری روم غربی
روم غربی پس از مرگ اولیبریوس در ۴۷۲ به مدت ۴ ماه فاقد امپراتور بود و لئوی یکم ادارهٔ هر دو نیمهٔ امپراتوری را برعهده گرفت. او سپس در جستجوی فرد مناسبی برای منصب امپراتوری روم غربی بود که گاندوباد، خواهرزادهٔ ریکیمر که پس از مرگ او «ارشد سربازان» شده بود یکی از نظامیان خود به نام گلیسریوس را انتخاب و او را در مارس ۴۷۳ در راونا به امپراتوری رساند. اما لئو (امپراتور روم شرقی) او را به رسمیت نشناخت و غاصب تاج و تخت نامید و ژولیوس نپوس را برای سرنگونی او و در دست گرفتن حکومت روم غربی به عنوان امپراتور جدید به ایتالیا فرستاد. نپوس از قسطنطنیه همراه با ناوگانی حرکت کرد و در پورتوس آگوستی در نزدیکی رم فرود آمد و در ژوئن ۴۷۴ خود را امپراتور نامید. گلیسریوس که پس از رفتن گاندوباد بدون حامی مانده بود خود را بدون هیچ‌گونه درگیری تسلیم ژولیوس نپوس کرد و او نیز در مقابل او را به مقام اسقفی سالونی (سولین امروزی) منصوب کرد.
پس از برتخت نشستن نپوس در روم غربی، دالماتیا نیز ضمیمهٔ آنجا شد اما تقریباً در همان زمان حیوریک، پادشاه ویزیگوتها با پیروی از گایسریک و وندالها، استقلال خود از رم را اعلام نمود و غرب کنترل خود بر بیشتر بخش‌های گل را از دست داد. به دنبال این خودمختارخواهی نیروهای دو طرف با یکدیگر درگیر شدند که به شکست رومیان انجامید. پس در ۴۷۵ عهدنامه‌ای بین آنها به امضا رسید و ویزیگوت‌ها به عنوان مالکان اصلی بخش بزرگی از گل و بیشتر مناطق اسپانیا به رسمیت شناخته شدند و با استقلال پادشاهی ویزیگوتی که در مرگز تولوز امروزی در فرانسه واقع بود موافقت شد.

### شورش اورستس و فرار نپوس به دالماتیا
اورستس پیشتر دستیار آتیلا، رهبر هونها بود و نپوس او را در ۴۷۵ به عنوان «ارشد سربازان» خود جایگزین اِکدیسیوس، پسر امپراتور پیشین آویتوس نمود.
اما دیری نپایید که اورستس در همان سال علیه نپوس سر به شورش برداشت تا پسر خود رومولوس را به امپراتوری روم غربی برساند. او سپاهیانش را از رم به سوی راونا، مرکز قدرت امپراتوری حرکت داد اما ژولیوس نپوس توانست در اوت ۴۷۵ از راه دریا به قلمرو قدیمی خود در دالماتیا فرار کند. با این وجود امپراتوری روم شرقی او را همچنان به عنوان فرمانروای روم غربی به رسمیت می‌شناخت.
رومولوس آگوستولوس در ۳۱ اکتبر ۴۷۵ به امپراتوری روم غربی رسید اما یکی از فرماندهان ژرمنی‌تبار به نام اودواکر (به لاتین: Odoacer) علیه اورِستس شورید، او را کشت و فرزندش رومولوس را در سپتامبر ۴۷۶ مجبور به کناره‌گیری از سلطنت کرد. او سپس از زنو، امپراتور روم شرقی درخواست نمود تا او را به عنوان نجیب‌زاده و فرمانروای ایتالیا از جانب روم شرقی به رسمیت بشناسد. زنو با این درخواست موافقت کرد اما گفت که نپوس، حتی به‌طور صوری، باید امپراتور روم غربی باقی بماند.
اودواکر این سخن را پذیرفت و سکه‌های طلایی که در زمان او ضرب شد منقش به نام نپوس بود. بدین ترتیب می‌توان نپوس را آخرین امپراتور رومی‌تبار روم باختری دانست، اما در عمل ژولیوس نپوس در تبعید باقی ماند و نتوانست تاج و تخت خود را بازپس گیرد.

### مرگ
ژولیوس نپوس در سال ۴۸۰ پس از میلاد به دست دو تن از مستخدمانش در خانهٔ ییلاقی خود در نزدیکی سالونی به قتل رسید. برخی منابع قاتلان را از دوستان گلیسریوس دانسته‌اند که در آن زمان گفته می‌شد به اسقف‌اعظمی مدیولانوم (میلان) دست‌یافته بود. با این حال می‌توان آن را احتمالی مبهم دانست چون این احتمال نیز وجود دارد که گلیسریوس خود تا آن زمان درگذشته باشد. برخی دیگر نیز قاتلان را از میان حامیان خود نپوس معرفی کرده‌اند. در مورد تاریخ دقیق مرگ نپوس نیز اختلاف نظر وجود دارد. برخی آن را ۹ مه، برخی ۲۵ آوریل و برخی دیگر نیز آن را ۲۲ ژوئن ۴۸۰ ذکر نموده‌اند. این اختلاف تاریخ شاید به‌دلیل تفاوت زمان دریافت اخبار مربوط به مرگ نپوس باشد و با توجه به این موضوع شاید بتوان ۲۵ آوریل را تاریخ دقیق‌تری در نظر گرفت.